# Sybra nitida
Sybra nitida är en skalbaggsart som beskrevs av Stefan von Breuning 1940. Sybra nitida ingår i släktet Sybra och familjen långhorningar.
Artens utbredningsområde är Sulawesi. Inga underarter finns listade i Catalogue of Life.